# カヤック (インターネット企業)
株式会社カヤック（英: KAYAC Inc.）は、神奈川県鎌倉市に本社を置く日本のインターネット関連企業。Web制作・企画・運営を主業務とし、イベントの企画や飲食店の運営なども行う。通称は「面白法人カヤック」。

## 概要
貝畑政徳、柳澤大輔、久場智喜の3人が1998年8月3日に「合資会社カヤック」を設立。社名はこの3人（代表取締役）の苗字（Kaihata、Yanasawa、Cuba）から命名。2005年に株式会社カヤックへ組織変更。2014年に東京証券取引所マザース市場（現グロース市場）に上場。
ブレスト（ブレインストーミング）をアイデアの源泉に日本的面白コンテンツを発信。面白く働く制度・文化形成にも力を入れており、サイコロを振って給料を決めたり（サイコロ給）、社員の似顔絵を描いた漫画名刺を使っている会社や採用としてテレビ番組などで紹介されることも多い。
人のつながりやコミュニティ、自然や歴史、文化などさまざまな魅力を活かして、地域ならではの豊かさを実現する「地域資本主義」を提唱し、コミュニティ通貨「まちのコイン」や移住促進・関係人口を創出するマッチングサービス「SMOUT」を運営。

## 沿革
- 1998年8月3日 - 「合資会社カヤック」を設立。
- 1999年7月7日 - 毎年7月7日に7個のオリジナルサービスをリリースする「777カヤック☆フェスティバル」を開始。
- 2001年9月1日  - 鎌倉に本社を移転。
- 2005年1月21日 合資会社カヤックを「株式会社カヤック」へ組織変更。
- 2006年1月1日 - 毎年元旦にみなさんに楽しんでもらう「お年賀プロジェクト」が開始。
- 2008年9月1日 - グループ会社の株式会社クーピーと合併（社名は株式会社カヤックを継承）。
- 2011年4月8日 - サイバーエージェント、スタートトゥデイ、グロービス・キャピタル・パートナーズの運営するファンドを引受先とする総額3億5000万円の第三者割当増資を実施。
- 2014年12月25日 - 東京証券取引所マザーズ市場に上場。証券コードは3904で、社内では語呂合わせで「サンキューオモシロ」と呼んでいる。[3]
- 2016年2月18日 - ガルチを第三者割当増資引受により子会社化[4]。
- 2017年12月19日 - 初のコンシューマ向けタイトルとなるNintendo Switch用ソフト『RXN -雷神-』（開発：ガルチ）を配信開始。
- 2018年10月19日 - ガルチを完全子会社化するとともに、同社の社名をカヤックアキバスタジオへ変更することを発表。
- 2022年
  - 5月23日 - 第三者割当増資をカインズが引き受け、同社との資本業務提携を発表[5]。
  - 11月30日 - 面白法人カヤックグループのeスポーツ総合商社ウェルプレイド・ライゼスト株式会社が東証グロース市場へ上場
- 2023年1月12日 - 農業DX「レポサク」を開発・提供する エゾウィン株式会社と資本業務提携
- 2024年
  - 2月29日 - 英治出版を子会社化[6]
  - 11月22日 - アスラフィルムとラゾの全株式を取得し完全子会社化[7]

## 主な提供のスマートフォン専用アプリ
- Park Master
- Number Master
- 冒険クイズキングダム
- バウンドモンスターズ
- ぼくらの甲子園！熱闘編
- ぼくらの甲子園！ポケット
- ポケット酪農～大蝦夷農業高校銀匙購買部
- すぐツモ
- なぞダン
- タップ忍者（1・2）
- モンスターを集めてまいれ!（1・2・3）
- キンを集めてまいれ！もやしもん！！～勇者オリゼーの冒険～
- コンチを集めてまいれ〜トモダチ60人できるかな？〜
- あつめて！ハローキティの恋するリボン
- LOVE LOVE KONCHI （ラブラブコンチ）
- パンパカパンツのパンツハンター
- どんぐりポイポイ
- シリラッパー
- ボーナスステージ
- IdeaPod
- THANKS pocket
- MusicParty
- 寝言レコーダー 〜 LetItSleep
- ランチ貯金　CakeCutter
- きもゲー（魚人びらき・昭和のミミズ飯・おしぼり人間・ザ・カメレオン男・人面瘡チョッパー）
- プリコン
- VQチェッカー
- 笑い袋
- 仮病袋
- 縁起物
- 鎌倉ごみバスターズ
- ダンジョンカメラ
- WORDDICT!
- 頭身カメラ
- SynthProbe
- ハイライトレコーダー
- ポケベル
- シワトレ〜ル
- 話のタネ*勇気をください
- メガネをはずした時の顔になるカメラ*ズバッと射て！
- Farmaer Carrots Zombies
- スパっと斬れ!
- Music Girl 音々「こえの素」
- カギ穴カメラ
- 胸キュンシャッター
- ニクキュ〜
- LifeAround
- Andoll
- RECOROID
- 腕立てアプリ
- クロス×ロゴス
- 戦乱のサムライキングダム
- 30th L'Anniversary VR Museum

## 主に運営するコミュニティ事業
- Tonamel - 大会主催・運営プラットフォーム
- サンクス
- koebu - 2014年、サイバーエージェントに譲渡
- ART-Meter（絵画の測り売りオンラインショップ） - 2014年3月31日、東急ハンズに譲渡
- wonderfl build flash online
- jsdo.it - share JavaScript, HTML5 and CSS -
- iikuni（鎌倉市限定クラウドファンディング）
- iichi（手仕事のギャラリー＆マーケット）
- 写真袋 - 2013年10月31日、AIRCASTに譲渡[8]
- ポケットフレンズ コンチ
- FONTA 一人一文字みんなでつくるフォント
- KOTODAMA（ワンコインネーミング）
- たべガキ
- TOMARIGI - SNSでの誹謗中傷体験・トラブルの裁判例共有サイト[9]

## 主なイベント企画
- うんこミュージアム - たのしいミュージアムとの共同企画

## 鎌倉での主な事業
- まちの保育園 - 鎌倉に本社を置く会社が合同で「まちの保育園 鎌倉」を開園[10]
- まちの人事部 - 鎌倉に拠点を置く企業が「人事部」をシェアして、合同採用説明会・合同研修などを行う。
- まちの大学 - 地域ならではの強みをカリキュラム化し、地域に還元していくためのコミュニティスクール。
- まちの社員食堂 - 鎌倉市内の事業所に勤める人を対象に、週替わりで地元の飲食店が自慢の定食を提供するサービス[11][12]。
- まちのスナック - 昼はまちの社員食堂、夜はまちのスナックに。日替わりでママ・マスターが入れ替わる。
- まちの映画館
- 鎌倉R不動産
- 鎌倉自宅葬儀社
- 御成カプセル - 鎌倉駅西口の御成通りにあるカプセルトイショップ。

## グループ会社

### 連結対象
- 株式会社アスラフィルム
- 英治出版株式会社
- 株式会社en-zin
- 鎌倉R不動産株式会社
- 株式会社鎌倉自宅葬儀社
- 株式会社カヤックアキバスタジオ
- 株式会社カヤックゼロ
- 株式会社カヤックポラリス
- 株式会社カヤックボンド
- GLOE株式会社
- 株式会社ゲムトレ
- 株式会社SANKO
- 株式会社タレント・エンパワーメント
- 株式会社28
- 配信技術研究所株式会社
- 冒険社プラコレ
- 株式会社メガ・コミュニケーションズ
- ラゾ株式会社
- 株式会社琉球カヤックスタジオ

### 持分法適用
- AI Picasso株式会社
- 琉球フットボールクラブ株式会社

## 関連人物
- 柳澤大輔
- 後藤裕之
- 長谷川哲士
- 氏田雄介
- JAGMO